# Бурилове
Бури́лове — село в Україні, у Кривоозерській селищній громаді Первомайського району Миколаївської області. Населення становить 1117 осіб. Територією села протікає річка Секретарка.

## Постаті
- Федосєєв Вадим Вікторович (1970—2021) — майстер-сержант Збройних сил України, учасник російсько-української війни.